# Erich Mückenberger

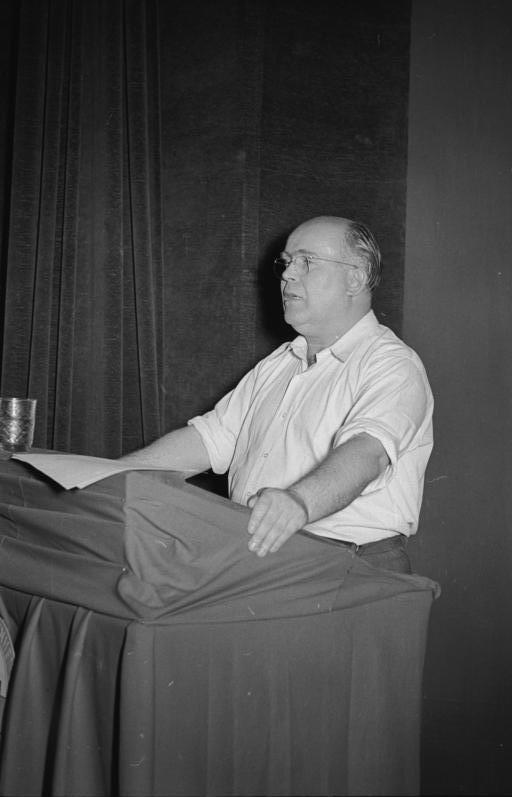
Erich Mückenberger (1953)

Erich Mückenberger (Chemnitz, 8 juni 1910 - Berlijn, 10 februari 1998) was een Oost-Duits politicus. Hij was lid van het Politburo van het Centraal Comité van de Sozialistische Einheitspartei Deutschlands (Socialistische Eenheidspartij van Duitsland, SED) en de Centrale Partijcontrole Commissie.

## Biografie
Erich Mückenberger werd geboren als zoon van een bakker. Hij bezocht de lagere- en middelbare school en volgde van 1924 tot 1927 een opleiding tot slotenmaker. In 1924 werd hij lid van de Socialistische Arbeidersjeugd (Sozialistische Arbeiterjugend, SAJ) en bekleedde voor die organisatie leidinggevende functies in Chemnitz. In 1927 werd hij lid van de Sociaaldemocratische Partij van Duitsland (Sozialdemokratische Partei Deutschlands, SPD). Van 1927 tot 1928 bezocht hij de Hogere Textielvakschool en werkte tot 1930 als slotenmaker en wever. Van 1930 tot 1933 was hij werkloos, maar vanaf 1933 was hij opnieuw werkzaam als slotenmaker en ook als arbeider.
Erich Mückenberger werd in 1935 opgepakt wegens activiteiten gericht tegen het naziregime. Hij werd veroordeeld en zat van november 1935 tot augustus 1936 opgesloten in het concentratiekamp Sachsenburg, een speciaal kamp voor politieke tegenstanders uit Chemnitz en omgeving. In 1938 werd hij veroordeeld tot 10 maanden gevangenisstraf wegens "hoogverraad." In 1942 werd hij opnieuw opgepakt en veroordeeld tot dienst in een strafbataljon van de Wehrmacht. In januari 1945 raakte hij gewond en van april tot augustus 1945 bevond hij zich in Engelse krijgsgevangenschap. Nadien vestigde hij zich in Chemnitz, dat deel uitmaakte van de Sovjet-bezettingszone in Duitsland (SBZ). In november 1945 werd hij benoemd tot secretaris van het Antifascistisch Blok (Anti-Block) in Chemnitz. In 1946 werd hij lid van de gemeenteraad van Chemnitz.
Na de dwangfusie van de SPD met de Communistische Partij van Duitsland (Kommunistische Partei Deutschlands, KPD) in 1946 werd Mückenberger lid van de Sozialistische Einheitspartei Deutschlands (Sozialistische Einheitspartei Deutschlands, SED). Aansluitend bezocht hij de partijschool van de SED en was werkzaam in het bestuur van de stadskring (Kreis) van de SED in Chemnitz. Na een bezoek aan de partijhogeschool werd hij lid van het partijbestuur van de SED in de deelstaat Saksen. Van 1949 tot 1953 was hij eerste secretaris van de SED in de deelstaat Thüringen (1952-1953 district Erfurt).
Mückenberger was van 1950 tot 1989 lid van de Volkskammer (Oost-Duits parlement). Van 1958 tot 1963 was hij lid van de kamercommissie Land- en Bosbouw en van 1971 van het Presidium van de Volkskammer. Van 1971 tot 1989 was hij tevens voorzitter van de SED fractie. Daarnaast was hij van 1952 tot 1954 lid van de districtsvergadering (Bezirkstag) van Erfurt.
Van 1950 tot 1989 was hij lid van het Centraal Comité en kandidaat-lid van het Politburo van de SED. In 1971 werd hij volwaardig (dat wil zeggen stemhebbend) lid van het Politburo. Van 1953 tot 1961 was hij een van de secretarissen van het Centraal Comité. Van 1971 tot 1989 was hij tevens voorzitter van Centrale Partijcontrole Commissie.
Mückenberger, die sinds 1963 lid was van het Presidium van de Vereniging voor Duits-Sovjet-Russische Vriendschap (Gesellschaft für Deutsch-Sowjetische Freundschaft, DSF), was van 1978 tot 1989 als opvolger van Lothar Bolz (DBD) voorzitter van de DSF.
Op 8 november 1989, kort na de Wende, werd Mückenberger uit zijn partijfuncties ontheven. In januari 1990 werd hij uit de PDS-SED gesloten.
Mückenberger werd niet vervolgd voor zijn aandeel in het DDR-regime (doodslag). Begin 1998 overleed hij op 87-jarige leeftijd te Berlijn.

## Onderscheidingen
- Vaderlandse Verdienstenorde in goud[2] - 1957
- Erepenning Vaderlandse Verdienstenorde in goud[3] - 1969
- Karl Marx-orde - 1970, 1985

## Werken
- Die politische Massenarbeit im Dorf und die nächsten Aufgaben der Landwirtschaft. Berlijn 1954
- Kommunnisten werden im Kampf erzogen. Berlijn 1980
- Der Menschheit ein Leben in Frieden. redevoeringen, Berlijn 1985